# Pasivní agrese
Pasivní agresivní chování nebo pasivně agresivní čin je charakterizované nepřímou rezistencí vůči běžným požadavkům druhých a společnosti a současným vyhýbáním se přímé konfrontaci. Pasivně agresivní chování se projevuje v osobních vztazích nebo na pracovišti a je charakterizováno zanedbáváním, ignorováním, zadržováním informací, neplnění společenských, rodinných či pracovních povinností, prokrastinací, skrytým obstrukcionizmem, neúčinností, tvrdohlavostí a úmyslnou bezmocností.
Pasivní agrese je chování nebo čin, pokud je občasná a nezasahuje podstatně do sociální či pracovní funkce či vztahů. Pokud existuje všudypřítomný vzor takového chování, který do těchto oblastí zasahuje, jedná se o poruchu osobnosti.

## Použití termínu

### Psychologie
V psychologii je pasivní agresivní chování charakterizováno obvyklým vzorcem neaktivního odporu vůči mezilidským, rodinným a společenským povinnostem, očekávaným pracovním požadavkům, opozicí, mrzutostí, tvrdohlavostí a negativními postoji v reakci na požadavky na normální výkonnostní úrovně očekávané ostatními. Typicky se vyskytuje v mezilidských souvislostech a vztazích, kde se projevuje vyhýbáním se, ignorací, zanedbáváním, pasivní manipulací či pasivním domácím násilím a pasivním psychickým zneužíváním blízké osoby, pasivně agresivní šikanou, mikroagresemi, manipulací zadržováním intimity, peněz, informací; také se vyskytuje na pracovišti, kde se odpor projevuje nepřímým chováním jako otálení, prokrastinace, zapomnětlivost a účelná neefektivita, zejména v reakci na požadavky autoritních osob. V mezilidských vztazích je však potřeba odlišit pasivní rezistenci, u které se psychicky zneužívaná osoba snaží vyhýbat kontaktu s psychickým agresorem – v tomto případě se jedná o pasivní obranu, ne o pasivní agresi jako v případě zanedbávání blízké osoby.
Další zdroj charakterizuje pasivní agresivní chování jako: „osobnostní rys projevující se všudypřítomným vzorcem negativních postojů a charakterizovaný pasivním, někdy obstrukčním odporem k dodržování očekávání v mezilidských nebo pracovních situacích. Mezi typické chování patří úmyslná bezmocnost, prokrastinace, tvrdohlavost, odpor, mrzutost nebo úmyslné a opakované neplnění požadovaných úkolů, za které je člověk (často výslovně) odpovědný“.
Pasivní agrese může souviset s problémem potlačených citů. Pakliže jsou potlačeny, projeví se jiným způsobem. Potom může jít v podobě pasivní agrese o nepřímý a neupřímný projev pocitů a emocí. Pravděpodobně proto, že člověk, který neventiluje emoce, má pocit, že přímé vyjádření pocitů je špatné, uchyluje se k vyhýbavému chování a neříká napřímo co chce a co nechce nebo co cítí a necítí. Vyjadřuje se za pomocí sarkasmů, naříkání, trucování a dalších podobných metod, aby se vyhnul vyjádření pocitů nebo i konfrontaci. Při pasivní agresi obvykle dochází k potlačení hněvu nebo frustrace, ty se ale mohou projevit v umírněných formách, například nepříjemnými pohledy nebo tzv. tichou domácností. Pasivně agresívní člověk se může projevovat manipulativně nebo věci sabotovat. Pakliže se nedaří potlačované pocity dostatečně vyventilovat ani takovýmto způsobem, dochází k dalšímu hromadění a k přerůstání například ze smutku v depresi, z hněvu v nenávist, může dojít i ke vzteku a násilí.

### Porucha osobnosti
V klinickém kontextu pasivní agresivní poruchu osobnosti americký Diagnostický a statistický manuál duševních poruch definuje jako „všudypřítomný vzorec negativistických postojů a pasivní rezistence vůči požadavkům na odpovídající výkonnost v sociální a pracovní situaci“. Pasivní agrese nemusí být porucha osobnosti, pokud se jedná o ojedinělé činy ve specifických situacích.

## Historie
Pasivní-agresivní chování poprvé definoval klinicky William Claire Menninger během druhé světové války v souvislosti s reakcí vojáků na dodržování rozkazů. Menninger popsal vojáky, kteří nebyli otevřeně vzdorní, ale vyjádřili svou agresivitu „pasivními opatřeními, jako je tvrdohlavost, otálení, neefektivnost a pasivní obstrukce“ kvůli tomu, co Menninger viděl jako „nezralost“ a reakci na „rutinní vojenský nátlak“.